# Trivium (Pärt)
Pour les articles homonymes, voir Trivium.
Trivium est une œuvre pour orgue du compositeur estonien Arvo Pärt, associé au mouvement de la musique minimaliste.

## Historique
Cette œuvre a été composée en 1976 et créée cette même année à Tallinn. Elle est publiée chez l'éditeur hambourgeois Sikorski. Cette pièce à fréquemment été utilisée au cinéma à partir des années 2000 comme musique de film.

## Structure
En un seul mouvement d'une durée d'environ 7 minutes.

## Discographie
Discographie non exhaustive.
- Sur le disque Trivium par Christopher Bowers-Broadbent chez ECM Records, 1992.
- Sur le disque Tintinnabulum par Lorenzo Ghielmi chez Winter & Winter, 2001.